# Шиловская, Аглая Ильинична
Агла́я Ильи́нична Шило́вская (род. 2 января 1993, Москва, Россия) — российская актриса театра и кино, певица, телеведущая. Победительница 6 сезона шоу «Три аккорда» на Первом канале.

## Биография
Родилась 2 января 1993 г. в Москве в семье российского кинорежиссёра и сценариста Ильи Шиловского (1970—2021) и филолога Светланы Шиловской. Дед — Всеволод Шиловский, актёр театра и кино, кинорежиссёр, народный артист РСФСР (род. 3 июня 1938 года).
С раннего детства занималась творчеством. В возрасте четырёх лет, весной 1997 г. впервые вышла на театральную сцену — сыграла в Большом театре дочь барона Каллоандро в исполнении Зураба Соткилавы в оперной постановке «Прекрасная мельничиха» итальянского композитора Джованни Паизиелло.
С 1998 по 2008 год училась в «Центре образования № 686 „Класс-центр“» под руководством Сергея Казарновского. В школе получила первые уроки актёрского мастерства, научилась играть на флейте и фортепиано, занималась классическим, эстрадным и джазовым вокалом. В 2008 году, окончив школу экстерном, пятнадцатилетняя Шиловская стала студенткой актёрского факультета Театрального института имени Б. В. Щукина (курс «Артист музыкального театра» под руководством Народного Артиста РФ Евгения Князева), который окончила в 2013 году.
В 2010 году дебютировала в российском кинематографе в одной из главных ролей в художественном фильме «… в стиле JAZZ» режиссёра Станислава Говорухина.
С ноября 2010 года стала исполнять роль Мерседес в мюзикле «Монте-Кристо» режиссёра Алины Чевик на сцене Государственного академического театра «Московская оперетта». В 2012 году на сцене этого же театра стартовал мюзикл «Граф Орлов» режиссёра Алины Чевик, в котором Шиловская стала играть роль княжны Таракановой.
В декабре 2012 года снялась в эротической фотосессии для январского выпуска мужского журнала «Maxim».
3 октября 2014 года с песней «The House of the Rising Sun» принимала участие в «слепом прослушивании» третьего сезона вокального телешоу «Голос» на «Первом канале»; однако, её исполнение не понравилось ни одному из судей. 
12 октября 2014 года стала одним из участников музыкального телешоу «Театр эстрады». В 2015 и 2016 годах была участницей второго и четвёртого сезонов программы «Точь-в-точь».
В 2019 году — соведущая телевизионного шоу «Голос. Дети» (вместе с Дмитрием Нагиевым); с 17 января по 21 марта 2021 года — соведущая телешоу «Я почти знаменит» с Сергеем Минаевым на «Первом канале».
В июле 2021 года приняла участие в шестом сезоне телешоу «Три аккорда» и стала победителем этого проекта. Вместе с певцом Александром Шоуа она исполнила песню из репертуара Стаса Михайлова и Таисии Повалий «Отпусти».
С 9 апреля 2023 года — соведущая телевизионного шоу «Две звезды» на «Первом канале» (вместе с Александром Олешко). В том же году (осенью и зимой) стала финалисткой 2 сезона шоу «Фантастика» на том же канале, где управляла аватаром Пеппи.

## Творчество

### Роли в театре
- 2011 — мюзикл «Монте-Кристо» (Государственный академический театр «Московская оперетта», режиссёр — Алина Чевик) — Мерседес Эррера, невеста Эдмона Дантеса[2]
- 2012 — мюзикл «Однажды на матрасе» (дипломный спектакль 4-го курса актёрского факультета Театрального института имени Б. В. Щукина, режиссёр — Алина Чевик) — принцесса Уинфред Безутешная
- 2012 — мюзикл «Граф Орлов» (Государственный академический театр «Московская оперетта», режиссёр — Алина Чевик) — Елизавета (княжна Тараканова)[3]

### Фильмография
- 2010 — …в стиле JAZZ — Евгения, младшая дочь
- 2011 — Лекарство для бабушки — Соня Ковалёва
- 2011 — Моя безумная семья — Вика
- 2012 — Няньки — Катя
- 2013 — Апофегей — Ляля
- 2013 — Зайцев+1 — дочь ректора
- 2014 — Кураж — Вика Малинина, журналист (в наши дни)
- 2014 — Прощай, любимая! — Катя
- 2014 — Чудотворец — Анастасия Уварова, журналист
- 2016 — Ке-ды — Амира
- 2016 — Медсестра — Лиля, медсестра
- 2017 — Вурдалаки — Милена
- 2019 — Ловушка для королевы — Мария Лебедева, чемпионка мира по шахматам среди женщин
- 2020 — Два берега — Ирина Ермакова
- 2020 — СССР — Женя
- 2021 — Роковая женщина — Мария Смирнова
- 2022 — Столичная штучка — Марина, менеджер в агропромышленной компании
- 2023 — Законник — Саша
- 2025 — Злой город — княгиня Козельская Мария

## Награды
- 2010 — приз имени Натальи Гундаревой VIII Московского фестиваля отечественного кино «Московская премьера» — «за лучшую женскую роль» в фильме Станислава Говорухина «… в стиле JAZZ»[11].
- 2023 — Благодарность Президента Российской Федерации (8 ноября 2023 года) — за заслуги в развитии отечественной культуры и искусства[12].